# Per tutta la vita...?
Per tutta la vita...? è stato un programma televisivo italiano di genere varietà, andato in onda su Rai 1 dal 16 gennaio 1997 al 3 giugno 2000, dal Teatro delle Vittorie di Roma, dal 2 maggio al 4 luglio 2002 e dal 19 al 26 settembre 2012 basata sul format Pour la vie di proprietà di TF1.

## Il programma
Il programma, a metà tra un varietà ed un game, aveva per protagoniste in ogni puntata due coppie di promessi sposi impegnate in una serie di prove, attraverso le quali veniva raccontata la loro storia d'amore. Dal primo incontro alle fasi del corteggiamento, sino alla scelta di compiere l'importante passo del matrimonio. Le prove alle quali le coppie venivano sottoposte avevano in alcuni casi caratteristiche di gioco, in altre assumevano dei toni più privati ed intensi. Tra queste ultime particolare attenzione veniva riservata alla dichiarazione d'amore in pubblico. In palio per la coppia vincitrice della puntata una Luna di miele di due settimane all'estero e un pranzo di nozze per duecento persone. In ogni puntata erano inoltre presenti in studio tre coppie vip che raccontavano ai conduttori ed al pubblico alcuni aneddoti della loro vita insieme. Del cast del programma faceva parte anche l'astrologo Paolo Fox, al suo debutto televisivo, che leggeva le stelle alle giovani coppie in gara.

## Storia
La trasmissione ha debuttato la sera del 16 gennaio 1997, al giovedì in prima serata su Rai 1, con la conduzione di Fabrizio Frizzi e Natasha Stefanenko; Dalla stagione successiva, in onda nell'inverno del 1998, visto il buon riscontro ottenuto, è stata promossa al sabato sera con la riconfermata presenza di Frizzi, affiancato questa volta da Romina Power. La coppia è rimasta alla conduzione anche per le edizioni in onda nel 1999 e 2000, in onda sempre al sabato sera. Dopo un anno di pausa il programma è tornato con una nuova edizione nel 2002, condotta da Frizzi e da Roberta Lanfranchi. Dieci anni dopo, nell'autunno 2012, la trasmissione è tornata nuovamente nel palinsesto di Rai 1 al mercoledì in prima serata, prodotta da FremantleMedia con la conduzione della prima coppia di presentatori del programma, Frizzi e Stefanenko. A differenza delle precedenti edizioni al titolo del programma vengono aggiunti tre puntini ed un punto interrogativo. Una scelta che a detta degli autori, voleva sottolineare la sempre più crescente difficoltà da parte delle giovani coppie di sposi nel far durare il proprio matrimonio. A causa dei bassi ascolti della prima puntata il programma fu ridotto da 6 a 2 puntate.

## Edizioni
| Edizione | Inizio            | Fine              | Puntate | Conduzione      | Conduzione         |
| -------- | ----------------- | ----------------- | ------- | --------------- | ------------------ |
| 1ª       | 16 gennaio 1997   | 22 maggio 1997    | 16      | Fabrizio Frizzi | Natasha Stefanenko |
| 2ª       | 24 gennaio 1998   | 4 aprile 1998     | 10      | Fabrizio Frizzi | Romina Power       |
| 3ª       | 9 gennaio 1999    | 24 aprile 1999    | 15      | Fabrizio Frizzi | Romina Power       |
| 4ª       | 11 marzo 2000     | 3 giugno 2000     | 13      | Fabrizio Frizzi | Romina Power       |
| 5ª       | 2 maggio 2002     | 4 luglio 2002     | 10      | Fabrizio Frizzi | Roberta Lanfranchi |
| 6ª       | 19 settembre 2012 | 26 settembre 2012 | 2       | Fabrizio Frizzi | Natasha Stefanenko |

### Prima edizione
La prima edizione di Per tutta la vita va in onda dal 16 gennaio al 22 maggio 1997 per un totale di 16 appuntamenti. Prodotto da Rai 1 e Grundy Productions Italy, il programma è firmato da un team d'autori composto da Ivano Balduini, Claudio Fasulo, Aldo Piro, Marco Zavattini e Giancarlo Nicotra (che cura anche la regia), con la collaborazione di Gian Maria Tavanti e Maurizio Ventriglia. La trasmissione è realizzata al Teatro delle Vittorie, allestito con una scenografia a firma di Gaetano Castelli. Le musiche sono di Gianluca Podio, i costumi di Corrado Colabucci, mentre le coreografie del corpo di ballo sono di Cristina Moffa. La trasmissione non va in onda il 20 febbraio per lasciare spazio alla terza serata del Festival di Sanremo, il 10 aprile lasciando il posto al film Il padre della sposa (la stessa sera su Rai 2 va in onda la semifinale di andata di Coppa delle Coppe Barcellona-Fiorentina), e l'8 maggio per lasciare spazio all'incontro di Coppa Italia Napoli-Vicenza.
| Puntata | Data             | Telespettatori | Share  |
| ------- | ---------------- | -------------- | ------ |
| 1       | 16 gennaio 1997  | 5.902.000      | 23,98% |
| 2       | 23 gennaio 1997  | 6.693.000      | 28,17% |
| 3       | 30 gennaio 1997  | 7.170.000      | 29,45% |
| 4       | 6 febbraio 1997  | 6.903.000      | 29,44% |
| 5       | 13 febbraio 1997 | 6.152.000      | 26,57% |
| 6       | 27 febbraio 1997 | 6.812.000      | 28,11% |
| 7       | 6 marzo 1997     |                |        |
| 8       | 13 marzo 1997    |                |        |
| 9       | 20 marzo 1997    | 5.887.000      | 24,68% |
| 10      | 27 marzo 1997    | 5.213.000      | 23,40% |
| 11      | 3 aprile 1997    |                |        |
| 12      | 17 aprile 1997   | 6.490.000      | 26,91% |
| 13      | 24 aprile 1997   |                |        |
| 14      | 1º maggio 1997   |                |        |
| 15      | 15 maggio 1997   | 4.971.000      | 20,47% |
| 16      | 22 maggio 1997   | 4.578.000      | 19,92% |

### Seconda edizione
Il programma viene promosso alla prima serata del sabato. Prende il via il 24 gennaio 1998 e va avanti sino al 4 aprile 1998 per un totale di 10 appuntamenti. La puntata del 14 febbraio 1998, giorno di San Valentino, viene condotta da Fabrizio Frizzi ed eccezionalmente da Rita Dalla Chiesa, all'epoca sua moglie. Romina Power, conduttrice del programma, interviene invece in collegamento insieme con l'allora marito Al Bano dallo Shrine Auditorium di Los Angeles, dove quella sera si tiene un concerto del cantante. La trasmissione non va in onda nella giornata di sabato 28 febbraio per lasciare spazio al Festival di Sanremo.
| Puntata | Data             | Telespettatori | Share |
| ------- | ---------------- | -------------- | ----- |
| 1       | 24 gennaio 1998  | 6.192.000      |       |
| 2       | 31 gennaio 1998  | 6.450.000      |       |
| 3       | 7 febbraio 1998  | 6.093.000      |       |
| 4       | 14 febbraio 1998 | 6.095.000      |       |
| 5       | 21 febbraio 1998 | 6.608.000      |       |
| 6       | 7 marzo 1998     | 6.393.000      |       |
| 7       | 14 marzo 1998    | 6.305.000      |       |
| 8       | 21 marzo 1998    | 6.690.000      |       |
| 9       | 28 marzo 1998    | 6.491.000      |       |
| 10      | 4 aprile 1998    | 6.559.000      |       |

### Terza edizione
| Puntata | Data             | Ospiti | Telespettatori | Share  |
| ------- | ---------------- | --- | -------------- | ------ |
| 1       | 9 gennaio 1999   | Max Biaggi e Anna Falchi, Nino Benvenuti e consorte e Alessandro Greco e Beatrice Bocci                         | 7.868.000      | 33,38% |
| 2       | 16 gennaio 1999  | Vittorio Sgarbi e la fidanzata, Francesco Paolantoni e Paola Cannatello e Rosanna Vaudetti e il marito          |                |        |
| 3       | 23 gennaio 1999  | Tosca D'Aquino e consorte, Loretta Goggi e Gianni Brezza e Pippo Baudo e Katia Ricciarelli                      |                |        |
| 4       | 30 gennaio 1999  | Nino Manfredi e la moglie Erminia Ferrari, Nancy Brilli e il marito Luca Manfredi e Tullio Solenghi e la moglie |                |        |
| 5       | 6 febbraio 1999  | Simona Izzo e Ricky Tognazzi, Riccardo Garramone e la moglie e Valentina Pace e il fidanzato                    |                |        |
| 6       | 13 febbraio 1999 | Carlo Croccolo e la moglie, Remo Girone e la consorte e Eva Grimaldi e Gabriel Garko                            | 6.901.000      | 30,91% |
| 7       | 20 febbraio 1999 | Giovanna Ralli e il marito, Syusy Blady e Patrizio Roversi e Antonella Clerici e Luca Giurato                   |                |        |
| 8       | 6 marzo 1999     | Lino Banfi e la moglie, Rosanna Banfi e il marito e Fabio Concato e la moglie                                   |                |        |
| 9       | 13 marzo 1999    | Siniša Mihajlović con la moglie Arianna, Cloris Brosca e il fidanzato e Delia Scala e il marito                 | 7.323.000      | 32,20% |
| 10      | 20 marzo 1999    | Giobbe Covatta e la moglie, Nino D'Angelo e la moglie e Sandro Vannucci e la moglie                             |                |        |
| 11      | 27 marzo 1999    | Azeglio Vicini e la moglie, Franco Causio e la moglie e Giorgio Comaschi e la moglie                            | 5.915.000      | 28,47% |
| 12      | 3 aprile 1999    | Fabrizio Macchi e Laura Masciocchi, Maurizio Ferrini e la sua compagna e Maurizio Micheli e Benedicta Boccoli   |                |        |
| 13      | 10 aprile 1999   | |                |        |
| 14      | 17 aprile 1999   | | 6.068.000      | 26,49% |
| 15      | 24 aprile 1999   | |                |        |

### Quarta edizione
| Puntata | Data           | Coppie in gara                                                                                              | Ospiti | Telespettatori | Share  |
| ------- | -------------- | --- | --- | -------------- | ------ |
| 1       | 11 marzo 2000  | Stefano Solfanelli-Serenella Pieroni da Ancona e Giovanni Erra-Assunta Pastore da Piombino (LI)             | Natasha Stefanenko e consorte, Gian Piero Galeazzi e consorte, Nino Manfredi e consorte                                                  |                |        |
| 2       | 18 marzo 2000  | Cristiano Mattina-Loredana Ballo da Palermo e Paolo Grecchi-Silvia Uggeri da Corsico (MI)                   | Iva Zanicchi e consorte, Paolo Villaggio e consorte, Emilio Fede e consorte                                                              |                |        |
| 3       | 25 marzo 2000  | Giovanni Cannillo-Maddalena Di Gennaro da Corato (BA) e Alex Sanna-Carla Zucca da Oristano                  | Iva Zanicchi e consorte, Gianfranco Funari e compagna, Vincenzo Montella e consorte                                                      |                |        |
| 4       | 1º aprile 2000 | Fortunato Ricciardi-Elvira Mayer da Arco Felice (NA) e Pietro Neri-Elisa Papini da Bologna                  | Pamela Prati e compagno, Vujadin Boškov e consorte, Gigi D'Alessio e compagna                                                            |                |        |
| 5       | 8 aprile 2000  | Luigi Federico-Matilde Francica da Reggio Calabria e Federico Sancassani-Elisabetta Carzana da Verona       | Elisabetta Gardini ed Enzo Decaro, Daniele Piombi e consorte, Tosca D'Aquino e consorte                                                  |                |        |
| 6       | 15 aprile 2000 | Antonio Fallica-Rita Cristaldi da Pedara (CT) e Giuseppe Grupico-Francesca Giordano da Torino               | Barbara De Rossi e consorte, Giancarlo Magalli e consorte, Luca Barbarossa e consorte                                                    |                |        |
| 7       | 22 aprile 2000 | Giuseppe Zizza-Debora Rossi da Bruxelles e Luca Biagini-Francesca Cervia da Carrara (MS)                    | Rita Pavone e Teddy Reno, Vincenzo Salemme e consorte, Brigitte Nielsen e consorte                                                       |                |        |
| 8       | 29 aprile 2000 | Ennio Colucci-Liliana Serio da Crispiano (TA) e Federico Bonasegale-Simona Del Frate da Sestri Levante (GE) | Alessandro Greco e compagna, Lando Buzzanca e consorte, Gabriel Garko ed Eva Grimaldi                                                    |                |        |
| 9       | 6 maggio 2000  | Giuseppe Piazzolla-Antonella Edvige LaRosa da Barletta (BT) e Gianluca Del Frate-Samanta Franchi da Lucca   | Amanda Sandrelli e Blas Roca-Rey, Enrico Brignano e Lunetta Savino, Carlo Ripa di Meana e Marina Punturieri                              | 5.559.000      | 26,73% |
| 10      | 13 maggio 2000 | Gaetano Minutoli-Carmela Manera da Messina e Leonardo Lazzeri-Veronica Socci da Livorno                     | Nancy Brilli e Luca Manfredi, Debora Caprioglio ed il compagno Geppy Gleijeses, Isa Barzizza e il compagno                               |                |        |
| 11      | 20 maggio 2000 | Giuseppe Rutigliano-Cristina Bonfante da Genova e Pietro Di Leo-Giovanna Papagni da Bisceglie (BT)          | Siniša Mihajlović e consorte, Kabir Bedi e consorte, e le Gemelle Kessler                                                                | 4.606.000      | 23,94% |
| 12      | 27 maggio 2000 | Stefano Arnone-Francesca Attanasio da Bologna e Walter Cosentini-Christina Rende da Aprilia (LT)            | Vittorio Sgarbi e sua mamma, Peter Van Wood e consorte, Beppe Signori e consorte                                                         | 5.448.000      | 29,87% |
| 13      | 3 giugno 2000  | Marco Vianello-Sara Zennaro da Marcon (VE) e Luca Di Tommaso-Immacolata Barese da Pesaro (PU)               | Gianfranco D'Angelo e consorte, Karin Proia e fidanzato, Marcello e Claudia Vinciguerra (due dei protagonisti del programma In famiglia) |                |        |

### Quinta edizione
| Puntata | Messa in onda  | Coppie in gara                                                                                              | Ospiti | Telespettatori | Share |
| ------- | -------------- | --- | --- | -------------- | ----- |
| 1       | 2 maggio 2002  | Alessandro Jordan-Dafne Montaruli da Corato (BA) e Emanuela Cutolo-Ugo Poggi da Albissola (SV)              | Pippo Baudo e Katia Ricciarelli, Kartika Luyet e il compagno, Umberto Guidoni e la moglie                    |                |       |
| 2       | 9 maggio 2002  | | Enzo Salvi e la moglie, Roberto Brunetti e Monica Scattini, Patrizia De Blanck con la figlia Giada De Blanck |                |       |
| 3       | 16 maggio 2002 | Milena Scaringella-Tiziano D'Elia da Canosa (BA) e Mirko Mangiapane-Marianna Spanò da Torino                | Giampiero Mughini e la compagna, Antonio Rossi con la moglie e Sara Ricci con il fidanzato                   |                |       |
| 4       | 23 maggio 2002 | Gianluca Lorentini-Jessica Bonati da Parma e Anna Trombatore-Riccardo Savasta da Siracusa                   | Marina Punturieri e il marito, Paolo Belli con la moglie, Emanuela Aureli e il compagno                      |                |       |
| 5       | 30 maggio 2002 | Emanuela Ponzetta-Giampiero Gambino da Brindisi e Zamora Togni-Omar Taiola da Borgosatollo (BS)             | Corinne Cléry e il compagno, Natasha Stefanenko e il marito, Luigi De Filippo e la moglie                    |                |       |
| 6       | 6 giugno 2002  | Gianluca Mei-Annalisa Delogu da Cagliari e Francesco Gasparroni-Gloria Olori da Ancona                      | Ellen Hidding e il compagno, Antonio Lubrano e la moglie, Raffaele Paganini e la moglie                      |                |       |
| 7       | 13 giugno 2002 | Vittorio Surace-Veta Grascarova da Roma e Patrick Labonia-Maria Pellegrini da Bressanone (BZ)               | Giovanna Ralli con il marito, Tito Stagno con la moglie, Bruno Arena e la moglie                             |                |       |
| 8       | 20 giugno 2002 | Jamil Violo-Francesca Maugeri da Roma e Siracusa e Gianfranco Ferraiuti-Valeria Mantovani da Nonantola (MO) | Francesco Alberoni e la moglie, Valentina Vezzali con il compagno, Corrado Tedeschi con la moglie            |                |       |
| 9       | 27 giugno 2002 | | Mara Venier e il compagno Nicola Carraro, Carmen Russo ed Enzo Paolo Turchi, Marino Bartoletti e la moglie   |                |       |
| 10      | 4 luglio 2002  | | Youma Diakite e il fidanzato, Sandra Milo e suo figlio, Ricky Tognazzi e Simona Izzo                         |                |       |

### Sesta edizione
| Puntata | Messa in onda     | Ospiti | Telespettatori | Share |
| ------- | ----------------- | --- | -------------- | ----- |
| 1       | 19 settembre 2012 | Francesco Pannofino e Emanuela Rossi, Emanuele Filiberto di Savoia e Clotilde Courau, Antonio Caprarica con la moglie |                |       |
| 2       | 26 settembre 2012 | Michele Placido e Federica Vincenti, Aldo Montano e Antonella Mosetti, Ronn Moss e Katherine Kelly Lang               |                |       |